# Laidassuo (mosse, lat 60,72, long 22,29)
Laidassuo är en mosse i Finland.   Den ligger i landskapet Egentliga Finland, i den sydvästra delen av landet, 160 km väster om huvudstaden Helsingfors.
Mossen ligger i den västra delen av Kurjenrahka nationalpark, inträngd mellan bergiga skogar och är labyrintartad, med små högmossar, många andra myrtyper och skogsholmar invid myrarna. Ställvis är området ödemarkslikt.